# Eupelmus rostratus
Eupelmus rostratus är en stekelart som beskrevs av Ruschka 1921. Eupelmus rostratus ingår i släktet Eupelmus och familjen hoppglanssteklar. Inga underarter finns listade i Catalogue of Life.